# Goniothalamus thomsonii
Goniothalamus thomsonii este o specie de plante din genul Goniothalamus, familia Annonaceae, descrisă de George Henry Kendrick Thwaites. Conform Catalogue of Life specia Goniothalamus thomsonii nu are subspecii cunoscute.